# Yanis Meziane
Yanis Meziane, född 26 januari 2002, är en fransk friidrottare som tävlar i medeldistanslöpning.

## Karriär
Vid U23-europamästerskapen i friidrott 2023 tog Meziane guld på 800 meter. Vid Junioreuropamästerskapen i friidrott 2021 tog han brons på samma distans.